# Шестно
Шестно (пол. Szestno, нім. Seehesten) — село в Польщі, у гміні Мронгово Мронґовського повіту Вармінсько-Мазурського воєводства.
Населення — 597 осіб (2011).

## Демографія
Демографічна структура станом на 31 березня 2011 року:
|          | Загалом | Допрацездатний вік | Працездатний вік | Постпрацездатний вік |
| -------- | ------- | ------------------ | ---------------- | -------------------- |
| Чоловіки | 299     | 67                 | 205              | 27                   |
| Жінки    | 298     | 70                 | 180              | 48                   |
| Разом    | 597     | 137                | 385              | 75                   |